# Julian Wild

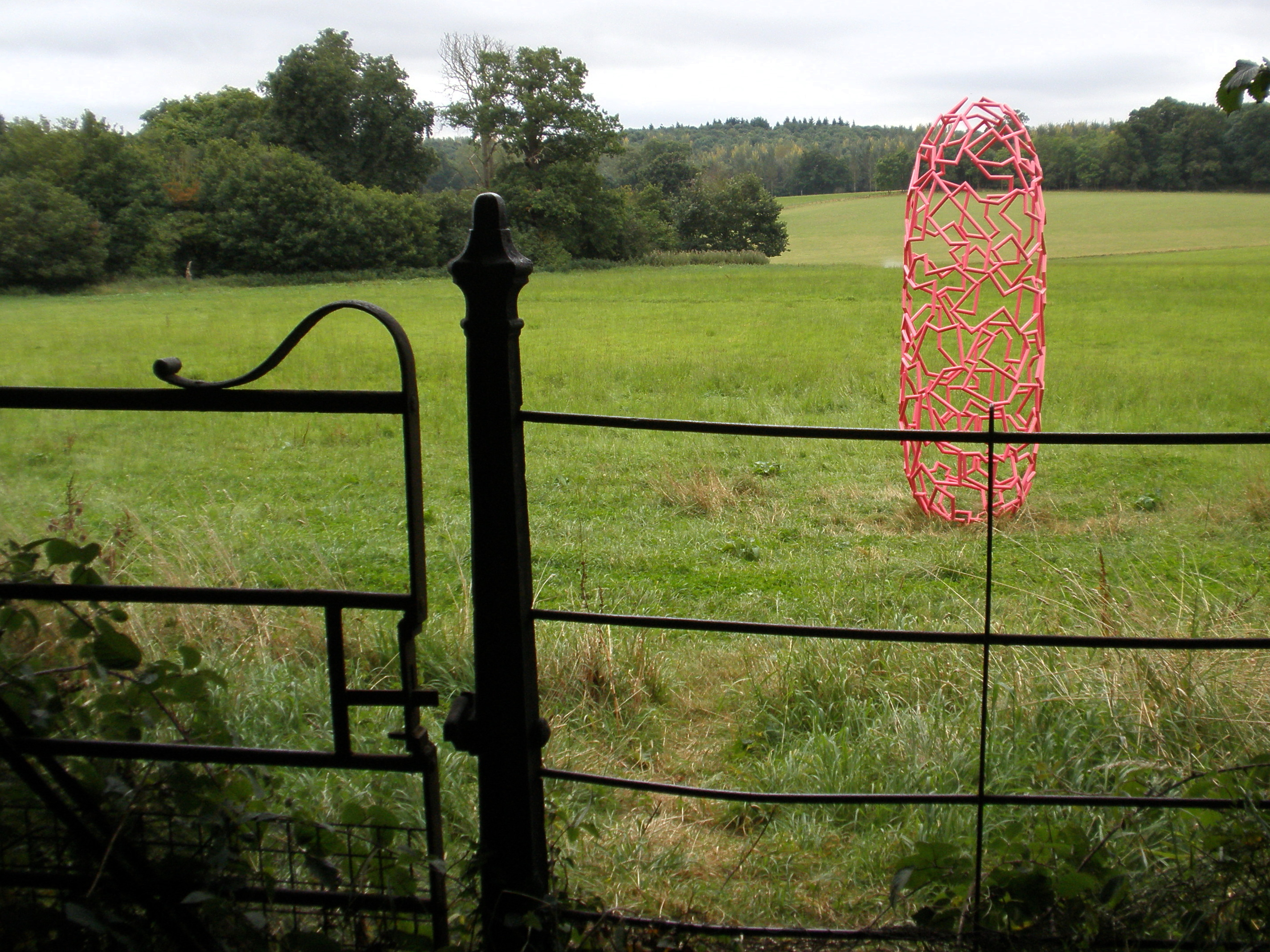
System No. 24

Julian Wild (* 1973) ist ein britischer Bildhauer.

## Leben und Werk
Wild studierte von 1991 bis 1992 am Cheltenham Art College in Cheltenham im Gloucestershire und anschließend bis 1995 Bildhauerei an der Kingston University in Kingston upon Thames (Surrey). In diesen Jahren experimentierte er mit unterschiedlichen Materialien und Formen. Er arbeitete unter anderem als Assistent im Atelier von Damien Hirst. Ab 2003 erstellte er Werke der Installationskunst, die er mit System fortlaufend nummeriert.
2003 hatte Wild seine erste Einzelausstellung in der Atrium Gallery von PricewaterhouseCoopers in London, gefolgt von den Installationen im National Institute for Medical Research in London. 2005 wurde Wild für den Jerwood Sculpture Prize mit seiner Arbeit System No. 10 (2005) nominiert. Er gewann diesen Preis zwar nicht, aber sein Werk System No. 24 wurde 2008 in die Sammlung des Jerwood Sculpture Trail aufgenommen.
Wild lebt und arbeitet in London.

## Werke (Auswahl)
- System No. 6, Abbey House in Malmesbury
- System No. 18, Bishop’s Square in London seit 2010
- System No. 19 (2007), Cass Sculpture Foundation[2] in Goodwood bei Chichester (West Sussex)
- System No. 20 (2007), Schroders Investment Management, Gresham Street
- System No. 24 (2008), Jerwood Sculpture Trail
- System No. 25 (2008), Radley College in Abingdon (Oxfordshire)
- System No. 26 (2009), Eingang Victoria and Albert Museum in London (Gemeinschaftswerk)
- System No. 30 (2009), Sculpture in the Parklands in County Offaly (Irland)

## Fotogalerie

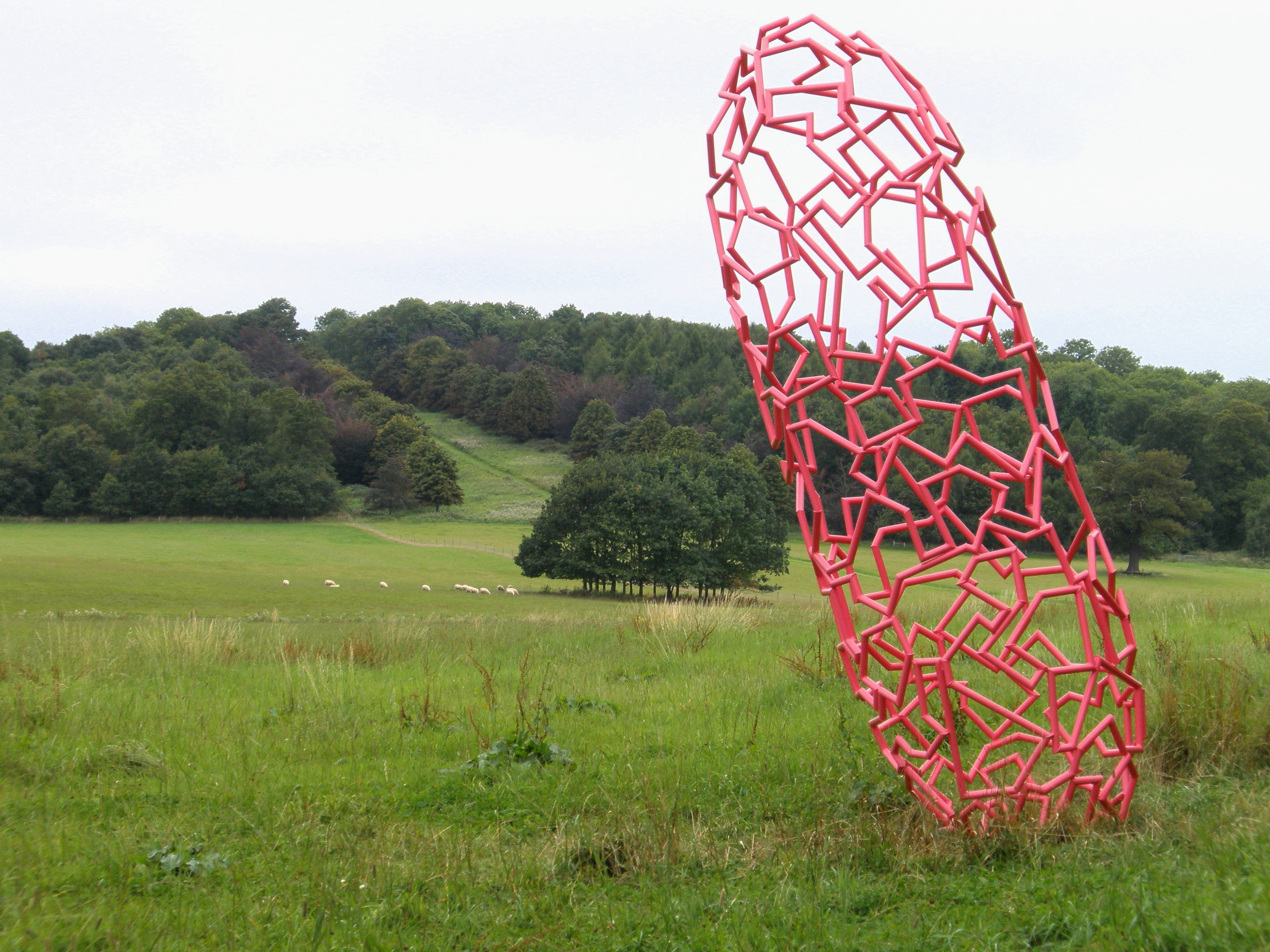
System No. 24
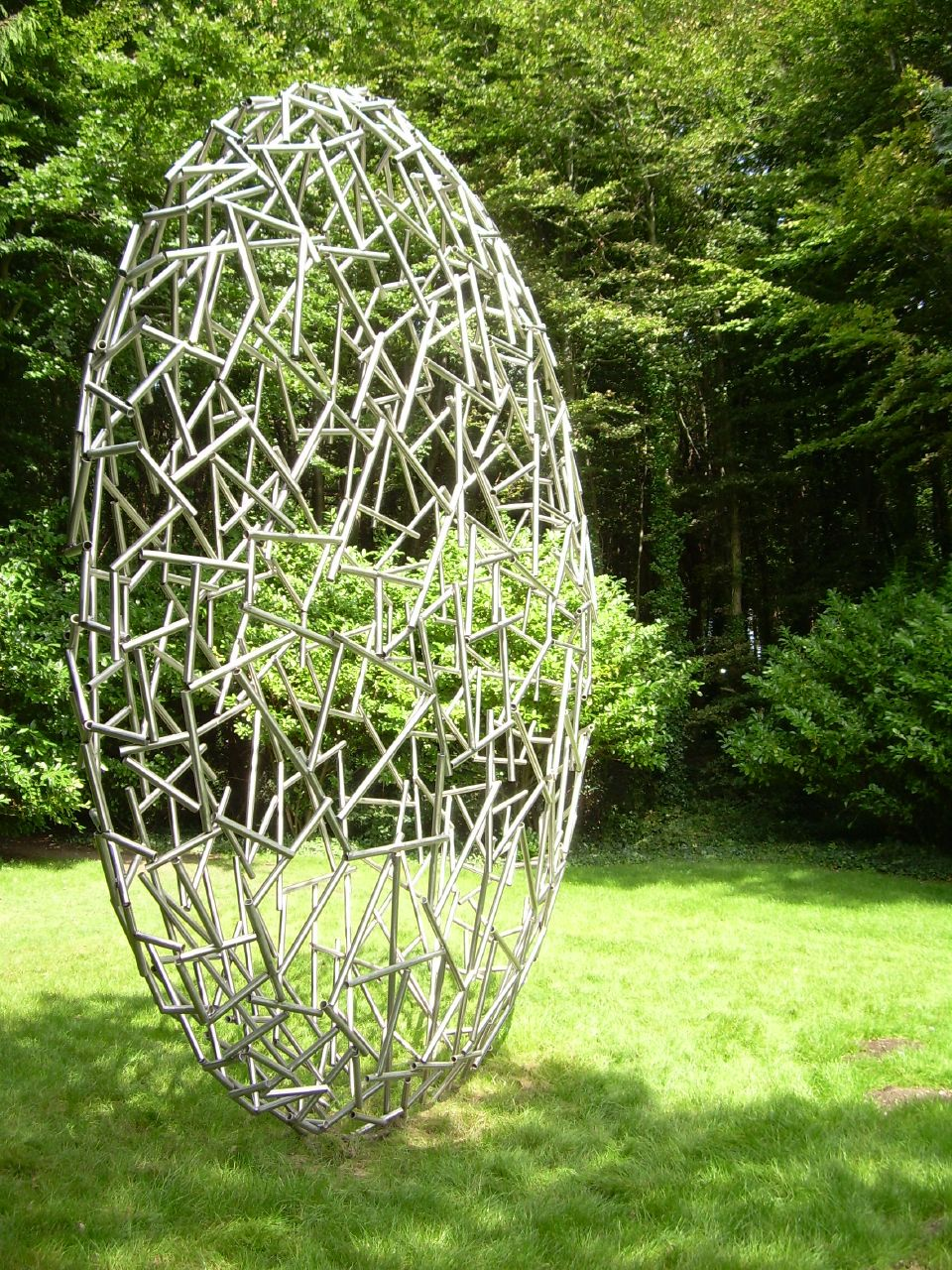
System No. 19
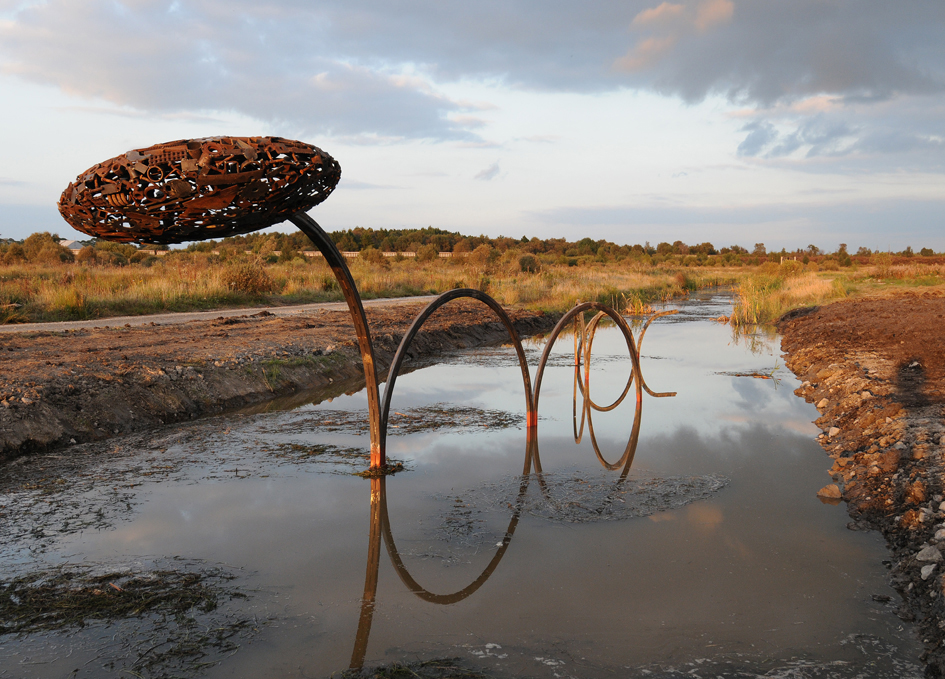
System No. 30